# Museumstraat (Dordrecht)
De Museumstraat is een straat in de stad Dordrecht, in de Nederlandse provincie Zuid-Holland. Oorspronkelijk was het een gracht, die tot 1907 de naam Lindengracht droeg. Door de komst van het Dordrechts Museum werd de straatnaam aangepast.

## Achtergrond
In het gebied tussen het Steegoversloot en het Bagijnhof lagen oorspronkelijk meerdere kloosterterreinen, met verschillende functies. Waarschijnlijk werden deze kloosters aan de rand van de stad geplaatst, omdat er dichter bij het hart geen plaats meer was.
In de eerste jaren na 1572 werden meerdere religieuze instellingen opgeheven, waardoor deze gebouwen leeg kwamen te staan. Zo werd het klooster van Sint-Agnes aan de Lindengracht toegewezen aan het Heilige Geesthuis van de Grote Kerk. In dit verlaten klooster werden wezen en pestlijders ondergebracht.

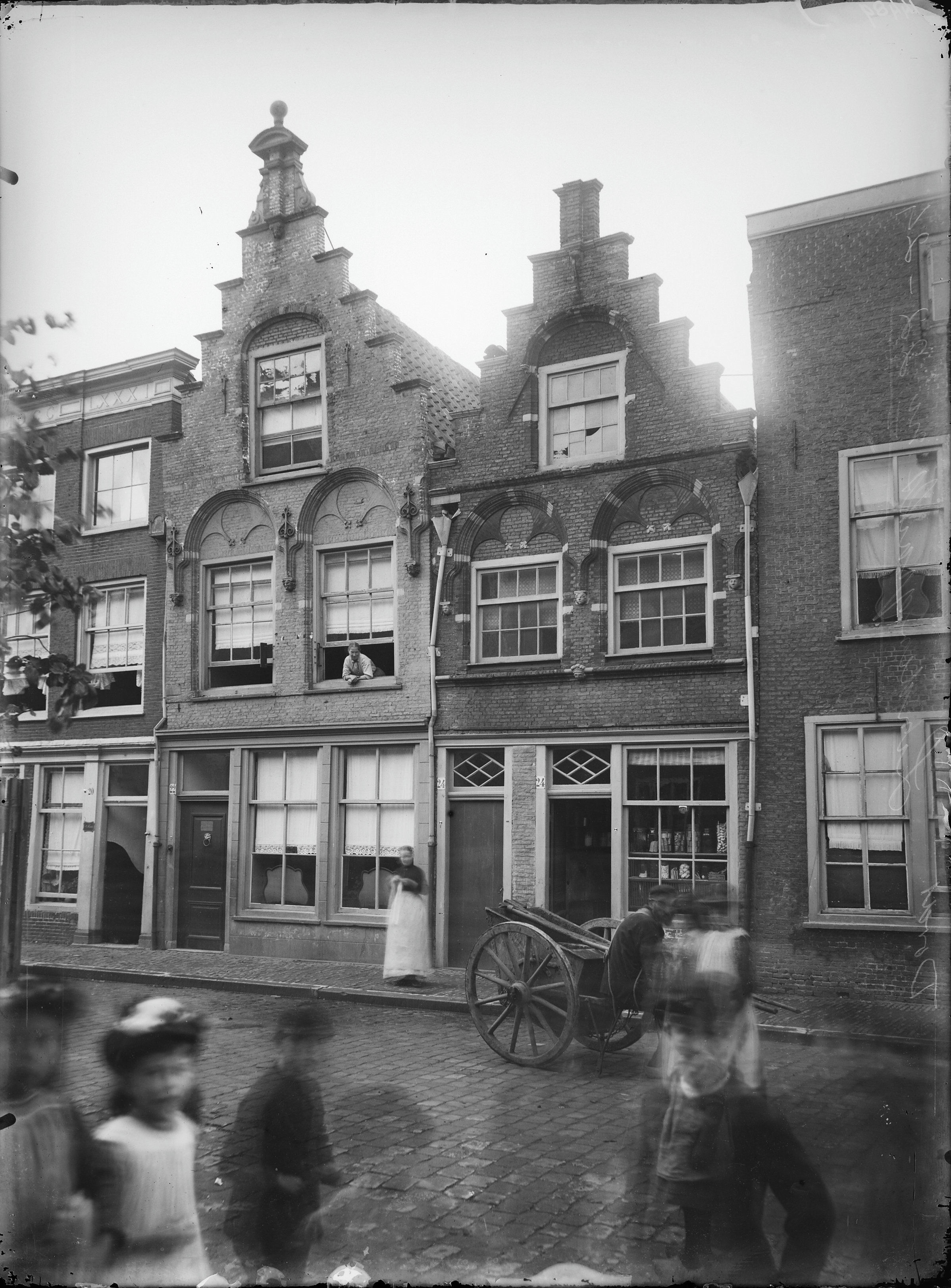
Lindengracht (thans Museumstraat 48-50), 1891.

Tussen 1575 en 1620 nam het aantal huizen aan de Lindengracht toe, waarmee het als woonlocatie meer in trek raakte. Arend Maartensz, een van de rijkste inwoners van Dordrecht van zijn tijd, kwam in 1624 met het plan om aan de Lindengracht een hofje te stichten. De 38 huisjes in het zogeheten Arend Maartenshof waren in 1625 al gereed en bedoeld voor behoeftige vrouwen. Hoewel de bewoners van dit soort hofjes doorgaans gratis huisvesting kregen en soms een aanvullende onderstand, werd voor het Arend Maartenshof om een inkoopsom gevraagd en diende voor opname maar liefst duizend gulden te worden neergeteld. Hiertegenover stond huisvesting en een minimale uitkering van één gulden per week.

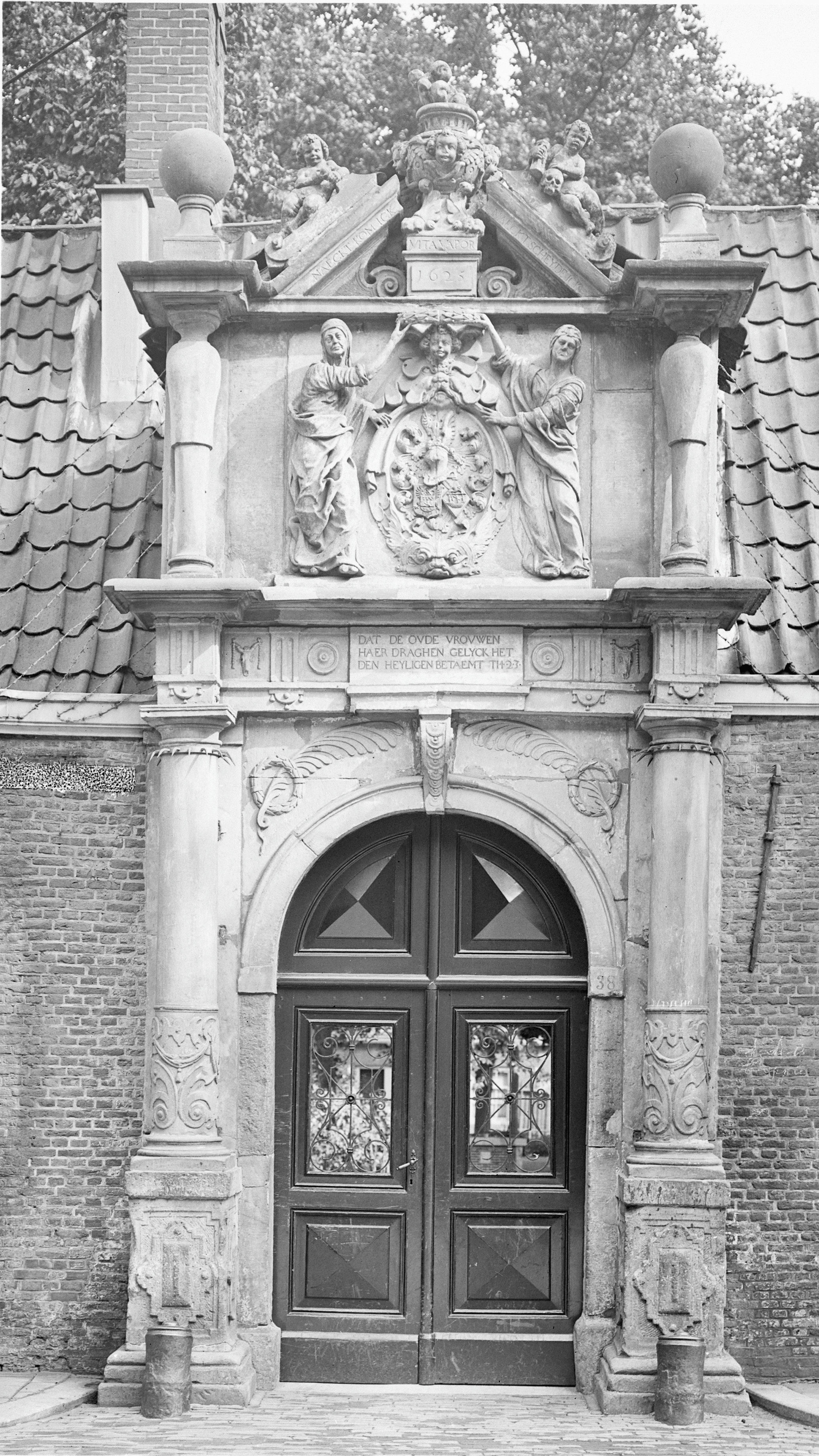
De toegangspoort van het Arend Maartenshof.

In 1759 werd besloten het Heilige Geesthuis op te heffen. De weeskinderen werden ondergebracht in het Nieuwe Armhuis of Weeshuis. Voor het pand aan de Lindengracht zocht men vervolgens een nieuwe bestemming. In 1761 besloot de gemeente om alle 'krankzinnigen' in één gebouw onder te brengen, wat de komst van het Stads Krankzinnig- en Beterhuis betekende. Opsluiting in het gesticht vond plaats wanneer er sprake was van wangedrag, waaronder agressie, prostitutie, alcoholisme en verkwisting. Dit gebeurde overigens op verzoek van echtgenoot of van andere familieleden, die hiervoor een verzoekschrift moesten indienen. Na ruim een eeuw vol misstanden werd sluiting in 1898 onvermijdelijk. Alle patiënten werden vervolgens ontslagen of overgebracht naar inrichtingen buiten de stad.
De gemeenteraad besloot in 1902 dat het voormalige krankzinnigengesticht na een grote verbouwing (kosteloos) in gebruik genomen mocht worden door het Dordrechts Museum. Dit museum werd in 1842 opgericht en was tot die tijd gevestigd in de bovenzalen van de Boterbeurs aan de Wijnstraat. Op 6 juli 1904 werd het Dordrechts Museum aan de Lindengracht geopend. Drie jaar later werd de straat omgedoopt tot Museumstraat.
Ten tijde van de naamswijziging was de straat al geen gracht meer. In 1875 werden vrijwel alle open watergangen in de Dordtse binnenstad overkluisd of gedempt. In de periode 1882-1884 werden de laatste grachten, waaronder de Lindengracht, gedempt. Voor die tijd was het niets meer dan een open riool dat drinkwater leverde.